# Elspeth Howe
Elspeth Rosamund Morton Howe, baronessa Howe di Idlicote, nata Shand (8 febbraio 1932 – 22 marzo 2022), è stata una politica britannica, pari a vita e membro della Camera dei Lord dal 2001 al 2020.

## Biografia
Figlia dello scrittore Philip Morton Shand e della sua quarta moglie, Sybil Mary Shand (nata Sissons, precedentemente Slee), uno dei suoi fratellastri era Bruce Shand, padre di Camilla, regina consorte del Regno Unito. Elspeth crebbe a Bath, nel Somerset, studiando presso la Wycombe Abbey, una delle principali scuole private femminili, e la London School of Economics. Nel 1953 sposò Geoffrey Howe, con il quale ebbe tre figli: Caroline (Cary) e i gemelli Amanda e Alec.
Howe fu vicepresidente della commissione per le pari opportunità dal 1975 al 1979. Successivamente fu nominata presidente della Broadcasting Standards Commission. Nel 1999, durante i New Year Honours, fu nominata Commendatore dell'Ordine dell'Impero Britannico (CBE). Lady Howe ricoprì inoltre il ruolo di giudice di pace nell'Inner London dal 1964 fino al suo ritiro nel 2002.
Il 29 giugno 2001, all'età di 69 anni, fu nominata pari a vita con il nome di baronessa Howe di Idlicote, una piccola parrocchia di Shipston-on-Stour, nella contea del Warwickshire. Gli Howe furono una delle poche coppie a detenere uno specifico titolo nobiliare per ciascuno dei due coniugi.
Howe si ritirò dal Parlamento il 2 giugno 2020. Morì nella sua casa di Idlicote il 22 marzo 2022, all'età di 90 anni, a seguito di una battaglia contro il cancro.